# Not og fer
Not og fer eller pløjet-samling er en teknik som mest er kendt til at forbinde to stykker træ – f.eks. brædder.
Ved samling af brædder ønsker man at de griber ind i hinanden, således at brædderne danner en flade som er mere stiv end de enkelte brædder.
Derfor fræser man en revne i den ene kant af brættet og en tap i modsatte. Revnen kaldes for not og tappen for fer.
Noter og fer anvendes også i top og bund af trætønder.